# Hino Nacional da República da Bielorrússia
O Hino Nacional da República da Bielorrússia (em bielorrusso: Дзяржаўны гімн Рэспублікі Беларусь; em russo: Государственный гимн Республики Беларусь), também intitulado como My, Belarusy (não-oficial) é o hino nacional da Bielorrússia, sendo um dos símbolos oficiais da Bielorrússia, ao lado do brasão e da bandeira. Foi adoptado em 1955, como Hino da República Socialista Soviética da Bielorrússia. A melodia foi composta por Niescier Sakałowski e, em 1955, já após a morte do autor, foi adotada como o hino da República Socialista Soviética Bielorrussa. O autor da letra original foi Michas Klimkovič (1899–1954). Após a dissolução da União Soviética, a música de Sakałowski foi mantida, mas a letra de Klimkovič foi descartada.
Em 2 de julho de 2002, presidente Aleksandr Lukashenko oficializou o hino, com a mesma melodia, mas com uma letra que surgiu de um concurso. Os vencedores do concurso e autores da nova letra foram Michas Klimkovič (o autor da letra antiga) e Uładzimir Karyzna, que reformulou o texto original para refletir a nova realidade, sem referências à Rússia e Lenin. A Bielorrússia é um dos três antigos Estados soviéticos, junto com o Tajiquistão e o Uzbequistão, que usam para seu hino atual a melodia de seu hino soviético. As demais ex-repúblicas soviéticas adotaram outras melodias como hino nacional (incluindo a Rússia, que desde dezembro de 2000 utiliza para seu hino a melodia do hino da URSS).

## História

### Hinos não oficiais
No início do século XX, o hino não oficial — símbolo do renascimento da Bielorrússia — era o Hino Bielorrusso. Tratava-se do poema A kto tam idzie? de Yanka Kupala, para o qual Ludomir Michał Rogowski compôs a música. Na década de 1920, era considerada hino a canção de 1919 My vyjdziem ščylnymi radami, do poeta Makar Kraŭcoŭ e do compositor Uladzimir Teraŭski. O hino foi amplamente difundido na Bielorrússia Ocidental e também era cantado durante a ocupação alemã. Até hoje permanece como o hino dos bielorrussos que apoiam o governo da República Popular Bielorrussa no exílio. Em 1943, Natallia Arsenneva escreveu um elevado poema-oração Mahutny Boža e, quatro anos depois, Mikola Ravenski criou sua melodia. A canção tornou-se um hino religioso e patriótico, cantado ao final de eventos culturais e nacionais.

### Hino daRSS da Bielorrússia
No período entre guerras, a partir de 1922, o hino oficial da Bielorrússia era A Internacional, traduzido para o russo e obrigatório em toda a União Soviética. Em 1943, quando a situação internacional forçou Josef Stalin a modificar a base ideológica com o objetivo de fortalecer a cooperação com os aliados contra a Alemanha Nazista, foi tomada a decisão de criar um novo hino para a União Soviética, que foi aprovado em 15 de março de 1944.
Em abril de 1944, começaram em Moscou os trabalhos para a criação dos hinos das repúblicas da União Soviética, incluindo a RSS da Bielorrússia. Em 9 de abril de 1945, realizou-se em Minsk um concurso com a participação de onze poetas e quatorze compositores. A canção vencedora foi Šumić naša slava, do compositor Anatol Bahatyroŭ e dos poetas Kandrat Krapiva e Piatruś Broŭka. Apesar da vitória, a canção não recebeu o status de hino nacional da RSS da Bielorrússia.
A primeira versão da canção My, belarusy, com música de Niescier Sakałowski e letra de Michas Klimkovič, escrita em 1944, também foi apresentada ao júri, mas não chegou à final do concurso, possivelmente por dois motivos: Michas Klimkovič não participou oficialmente dos trabalhos de criação do hino nacional, pois estava em território ocupado pelos alemães, e Niescier Sakałowski, apesar de talentoso, não possuía formação superior em música. Em 1949, o compositor criou uma segunda versão da melodia da canção.
O processo de estabelecimento do hino da RSS da Bielorrússia durou quase uma década. Em 24 de setembro de 1955, o Presidium do Soviete Supremo da RSS da Bielorrússia aprovou o texto e a música do hino da república. Em 1956, uma comissão especial reformulou completamente a letra, removendo as referências a Stalin.

### Hino da República da Bielorrússia
Após a declaração de independência em 1991, o governo bielorrusso não aprovou de imediato um novo hino nacional, embora entre 1991 e 1992 o autor dos hinos de várias cidades e organizações da Bielorrússia, o presidente da União de Compositores da Bielorrússia, Ihar Lučanok, tenha proposto como hino a canção Radzima Belarus, composta em parceria com o poeta Leanid Drańko-Majsjuk. As autoridades alegavam que era necessário tempo para normalizar a nova ordem e definir a direção do desenvolvimento do Estado. Nesse período, utilizava-se a melodia instrumental do hino nacional da era soviética.
O concurso para um novo hino da Bielorrússia foi anunciado em 3 de janeiro de 2002. O júri incluía os ministros da Cultura e da Informação, representantes do parlamento, cientistas, funcionários do governo, músicos e compositores. O presidente do júri foi o vice-primeiro-ministro Uladzimir Drazhyn. Durante as reuniões, a presidente da União dos Escritores Bielorrussos, Volha Ipatava, manifestou a opinião de que prevaleceria a melodia do hino da RSS da Bielorrússia e que a letra do antigo hino seria “reinterpretada”. Inicialmente, foi proposta aos familiares de Michas Klimkovič a reformulação do texto do hino da RSS da Bielorrússia, mas eles se posicionaram categoricamente contra.
Entre os dias 7 e 9 de junho de 2002, os meios de comunicação estatais transmitiram várias vezes por dia cinco hinos potenciais da Bielorrússia: Radzima maja darahaja, do poeta Ales Bačyla e do compositor Uladzimir Aloŭnikaŭ; Himn Žyvie Belarus! (Krasuj, Belarus!), do poeta Leanid Prančak e do compositor Vasil Rainčyk; e três composições dos poetas Dzmitryj Marozau, Ivan Karenda e Uładzimir Karyzna. Este último reescreveu o texto do hino da RSS da Bielorrússia, mantendo em sua versão alguns versos do original.
Durante a transmissão dos cinco hinos selecionados pela mídia estatal, foi realizada uma votação interativa. Ao longo de três dias, mais de 118 mil pessoas votaram, das quais mais de 50 mil escolheram My, belarusy. Em 10 de junho de 2002, a comissão anunciou o vencedor do concurso. A comissão concluiu que a música do hino composta por Niescier Sakałowski em 1955 refletia da melhor forma a continuidade histórica do povo bielorrusso, gozava de popularidade e respeito entre várias gerações de bielorrussos. O melhor texto foi considerado o apresentado por Uładzimir Karyzna, que reformulou o poema do hino da RSS da Bielorrússia, mas cuja nova versão refletia os aspectos políticos, econômicos e sociais do desenvolvimento da Bielorrússia, destacando o patriotismo e a laboriosidade dos cidadãos e a amizade entre os povos.
Em 2 de julho de 2002, o hino foi aprovado pelo presidente Aleksandr Lukashenko. Após a oficialização do hino nacional da Bielorrússia, o Ministério da Educação encaminhou às escolas e universidades recomendações sobre como transmitir o conhecimento dos símbolos estatais da República da Bielorrússia. Alunos e estudantes, em atividades extracurriculares, devem aprender os conhecimentos oficiais sobre o hino nacional, que, com sua música e letra, representa a ideologia do Estado, relaciona-se com a história e o sistema político, reflete os objetivos da república, as principais características da nação e seus valores.

## Base jurídica

### Constituição da Bielorrússia
De acordo com o artigo 19 da Seção I da Constituição da República da Bielorrússia: Os símbolos da República da Bielorrússia como Estado soberano são a sua bandeira nacional, o brasão nacional e o hino nacional.

### Decreto de 2 de julho de 2002
Em 2 de julho de 2002, por meio do decreto “Sobre o Hino Nacional da República da Bielorrússia”, Aleksandr Lukashenko assinou o “Regulamento sobre o Hino Nacional da República da Bielorrússia”. Segundo o documento, o hino é uma obra musical e poética que pode ser executada nas seguintes versões: orquestral, coral, orquestral e coral, ou em outras formas vocais ou instrumentais. O hino pode ser reproduzido por meios audiovisuais, pelo rádio e pela televisão. Em todos os casos, o hino deve ser executado de acordo com o texto e arranjo musical aprovados.
O hino da Bielorrússia é executado nos seguintes casos: durante a cerimônia de posse do presidente, após o juramento; na abertura e no encerramento das sessões da Assembleia Nacional da República da Bielorrússia e do Conselho da República da Assembleia Nacional da Bielorrússia; durante o hasteamento da bandeira e outros eventos de nível estatal. De acordo com o protocolo diplomático, o hino é executado durante as cerimônias de recepção e despedida de chefes de Estado em visita oficial, de representantes oficiais estrangeiros, de dirigentes de organizações interestatais e intergovernamentais. Conforme os regulamentos militares e os estatutos das Forças Armadas da República da Bielorrússia, o hino é executado durante rituais militares.
O hino pode ser reproduzido durante a cerimônia de inauguração de monumentos e placas memoriais dedicadas a eventos importantes da história da Bielorrússia, bem como em homenagem a heróis nacionais, personalidades estatais, políticas, sociais, militares, ativistas, cientistas e figuras culturais; durante a abertura e o encerramento de reuniões solenes dedicadas a feriados nacionais, sessões de órgãos do governo, autarquias locais e outras organizações. O hino nacional da República da Bielorrússia é transmitido todos os dias às seis da manhã e à meia-noite na rádio e televisão estatais.
Durante a participação da República da Bielorrússia em eventos oficiais no exterior, o hino é executado conforme as regras estabelecidas, respeitando as tradições do país anfitrião, pelo Ministério das Relações Exteriores da República da Bielorrússia. Em competições esportivas internacionais realizadas dentro ou fora da Bielorrússia, o hino é executado de acordo com as normas estabelecidas pelas organizações esportivas. Durante as execuções oficiais do hino, os presentes devem ouvi-lo de pé, e os homens, sem chapéu. O não cumprimento do regulamento constitui ofensa ao hino nacional e é punível segundo a legislação da República da Bielorrússia.

### Lei de 17 de maio de 2011
De acordo com o parágrafo 1 do artigo 7 da Lei da República da Bielorrússia de 17 de maio de 2011 nº 262-З “Sobre o direito autoral e os direitos conexos”, o hino não é considerado objeto de direito autoral.